# ايلنور الاهفردييف
ايلنور الاهفردييف (2 نوفمبر 1983 بباكو في أذربيجان - ) هو لاعب كرة قدم أذربيجاني في مركز الدفاع. شارك مع منتخب أذربيجان لكرة القدم. أما مع النوادي، فقد لعب مع نادي خزر لنكران ونادي قبله ونادي قره باغ ونادي نيفتشي باكو وShafa Baku FK ‏ وMOIK Baku ‏ وTuran Tovuz ‏.

## وصلات خارجية
- ايلنور الاهفردييف على موقع قاعدة بيانات كرة القدم.إي يو (الإنجليزية)
- ايلنور الاهفردييف على موقع ناشيونال فوتبول تيمز (الإنجليزية)
- ايلنور الاهفردييف على موقع Soccerway.com (الإنجليزية)